# Илија Зедгинидзе
Илија Зедгинидзе (енгл. Ilia Zedginidze; 20. јануар 1977) бивши је рагбиста и дугогодишњи репрезентативац Грузије. Висок је 195 цм, а тежак је 109 кг. Играо је на светском првенству 2003. за репрезентацију Грузије, а на светском првенству 2007. био је капитен. Ипак због повреде на светском првенству 2007. привремено се повукао из рагбија, па се вратио крајем 2008. Играо је и на светском првенству 2011. За репрезентацију Грузије је укупно одиграо 64 утакмице и постигао 65 поена.